# Petr Štěpánek (Schauspieler)

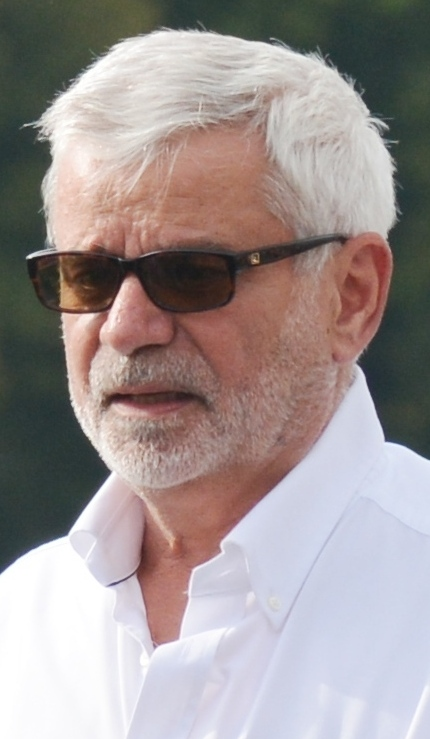
Petr Štěpánek (2016)

Petr Štěpánek (* 2. Oktober 1948 in Prag) ist ein tschechischer Schauspieler.

## Leben
Petr Štěpánek stammt aus einer tschechischen Künstlerfamilie. Sein Vater war der Schauspieler Zdeněk Štěpánek. Er ist der Urenkel des Dramatikers Jan Nepomuk Štěpánek. Seine Schwester war die Schauspielerin Jana Štěpánková. Sein Bruder Martin war ebenfalls Schauspieler und seine Schwester Kristina Taberyová ist Theaterregisseurin. Sein Klassenkamerad zu Schulzeiten war der heutige Schauspieler Jaromír Hanzlík.
Von 1966 bis 1970 studierte Štěpánek erfolgreich Schauspiel an der Theaterfakultät der Akademie der Musischen Künste in Prag (DAMU). Während dieser Zeit war er am Divadlo Na zábradlí beschäftigt. Nach seinem Studium wurde er festes Ensemblemitglied am Národní divadlo.
Sein Filmdebüt gab Štěpánek 1966 in einer kleinen Nebenrolle in der von Pavel Juráček inszenierten Kriegskomödie Každý mladý muž. Seitdem war er in über 130 Film- und Fernsehproduktionen zu sehen. Er spielte dabei in Filmen wie Der Tag, der die Welt veränderte, Der Abituriententag und Der Kronprinz mit. In den letzten Jahren wurde er ein bekannter Seriendarsteller. So spielte er seit 2008 in über 400 Folgen den Arzt Dr. Eduard Valsík in Ordinace v růžové zahradě 2. In der Comedyserie Ohnivý kuře spielte er in 75 Folgen den Karel Trébl.
Štěpánek war in erster Ehe mit der Schauspielerin Regina Rázlová verheiratet. Seine zweite Frau, die Regisseurin Vlasta Janečková, verstarb 2012. In dritter Ehe ist er mit der Schauspielerin Zlata Adamovská, mit der er schon vermehrt gemeinsam vor der Kamera stand, verheiratet.

## Filmografie
- 1966: Každý mladý muž
- 1971: Drei schwache Stunden (Luk královny Dorotky)
- 1972: Das Geheimnis des großen Erzählers (Tajemství velikého vypravěče)
- 1975: Der Tag, der die Welt veränderte (Sarajevský atentát)
- 1980: Die Kriminalfälle des Majors Zeman (30 případů majora Zemana, Fernsehserie, zwei Folgen)
- 1983: Von der verzauberten Schlange (O zakletém hadovi)
- 1985: Der geheimnisvolle Mönch (Růžový Hubert)
- 1988: Mädchen und Narren (Blázni a děvčátka)
- 2000: Der Abituriententag (Sjezd abiturientů)
- 2003: Das Krankenhaus am Rande der Stadt – 20 Jahre später (Nemocnice na kraji města po dvaceti letech, Fernsehserie, vier Folgen)
- 2006: Die Christkindfalle (Past na Ježíška)
- seit 2008: Ordinace v růžové zahradě 2 (Fernsehserie)
- 2012–2013: Cesty domú (Fernsehserie, 30 Folgen)
- 2015: Der Kronprinz (Korunní princ)
- 2015–2016: Doktori z Pocátku (Fernsehserie, 19 Folgen)
- 2016–2017: Ohnivý kuře (Fernsehserie, 75 Folgen)